# L'Anse aux Meadows
L'Anse aux Meadows (de la sintagma franceză L'Anse aux Méduses, grota meduzelor) este un monument istoric și arheologic situat pe teritoriul provinciei canadiene Newfoundland și Labrador, aici potrivit săpăturilor efectuate, a existat prima așezare europeanǎ din America de Nord și Emisfera de vest, care a aparținut vikingilor, aproximativ spre începutul secolului al XI-lea, fiind totodatǎ cea mai vesticǎ așezare a acestora descoperită până în ziua de astăzi.
Înainte ca așezarea sǎ fi fost descoperitǎ, exploratorul norvegian Helge Ingstad împreună cu soția acestuia Anne Stine Ingstad, au încercat de-a lungul mai multor ani să găsească pǎmântul care a fost menționat în saga, cunoscut ca „Vinland” (i.e. ținutul sau tărmâmul vinului). Ingstad spera sǎ gǎseascǎ așezarea pe o distanțǎ mare de la strâmtoarea Hudson în nord, pânǎ la Golful Sfântul Laurențiu la sud, și chiar mai departe spre sud la Long Island. În cele din urmă, în 1960, norvegianul a avut parte de succesul mult așteptat. Dacă aceste săpături, urme ale așezǎrii lui Leif Eriksson din jurul anului 1003, rămâne încă un mister.

## Săpături
Coloniștii francezi care au ajuns în teritoriul viitorului Quebec, au fost surprinși sǎ afle de la irochezi, despre existența unui regat misterios, Regatul din Saguenay, unde se presupunea cǎ locuiau oameni cu pielea albǎ și pǎrul blond, care aveau mult aur și blănuri. Încercările de a găsi regatul au fost fără de succes și mai târziu în onoarea sa a fost numit orașul Saguenay din Quebec.
În 1960 într-un mic sat pescǎresc L'Anse aux Meadows au fost descoperite opt adăposturi și o fierărie. Catarame din bronz, nituri de fier, și alte obiecte găsite în timpul săpăturilor au mers la expoziții în Washington și New York sub denumirea „Vikingii: Saga Nord-Atlantică”.
În 2021, studiul a trei bucăți de lemn, tăiate cu unelte metalice (unelte aduse în mod necesar de scandinavi, deoarece amerindienii nu foloseau unelte metalice) și colectate de arheologii de la L'Anse aux Meadows în anii 1970, a stabilit că situl a fost ocupat în 1021. Această estimare se bazează pe identificarea, printre inelele anuale de creștere ale arborilor, a inelului 993, datorită unui vârf de carbon-14 atmosferic rezultat în urma unui aflux major de raze cosmice cunoscut sub numele generic de evenimentul Miyake.
Pe baza unor ipoteze ale cercetătorilor, vikingii care au fondat așezarea la L'Anse aux Meadows, au sosit din Groenlanda vecină, unde Erik cel Roșu fondase o colonie normandǎ în anul 987. Se estimează că, în Newfoundland au trăit între 50-100 de persoane, care deja peste câțiva ani au părăsit insula. Colonia scandinavilor din Groenlanda a fost mult mai durabilǎ, a durat aproximativ cinci secole, dar din cauza rǎcirii climei și a altori factori necunoscuți pentru știință, a dispărut la sfârșitul secolului XV - începutul secolului XVI. În secolul al XIII-lea, colonia a atins apogeul, numărul de vikingi în Groenlanda, a ajuns probabil la 5000 de oameni.